# Kingsbury (Nueva York)
Kingsbury es un pueblo ubicado en el condado de Washington en el estado estadounidense de Nueva York. En el año 2000 tenía una población de 11,171 habitantes y una densidad poblacional de 108 personas por km².

## Geografía
Kingsbury se encuentra ubicado en las coordenadas 43°19′10″N 73°33′41″O / 43.31944, -73.56139.

## Demografía
Según la Oficina del Censo en 2000 los ingresos medios por hogar en la localidad eran de $34,919, y los ingresos medios por familia eran $41,507. Los hombres tenían unos ingresos medios de $31,200 frente a los $21,425 para las mujeres. La renta per cápita para la localidad era de $18,433. Alrededor del 12.6% de la población estaban por debajo del umbral de pobreza.